# Strontium-87
Strontium-87 of 87Sr is een stabiele isotoop van strontium, een aardalkalimetaal. Het is een van de vier stabiele isotopen van het element, naast strontium-84, strontium-86 en strontium-88. De abundantie op Aarde bedraagt 7%.
Strontium-87 ontstaat onder meer bij het radioactief verval van rubidium-87 en yttrium-87.

## Toepassingen
Strontium-87 is het stabiele vervalproduct van de radio-isotoop rubidium-87, dat een halfwaardetijd van 49,2 miljard jaar heeft. Omdat rubidium in bepaalde mineralen kalium kan vervangen, is het wijd verspreid over de Aarde. Dientengevolge kan deze isotoop in de geochronologie gebruikt worden als dateringsmethode voor gesteenten. Rubidium-87 vervalt door β−-verval tot strontium-87:
{\displaystyle {\ce {{^{87}_{37}Rb}->{^{87}_{38}Sr}+{e^{-}}+{\bar {\nu }}_{e}}}}
Tijdens de gefractioneerde uitkristallisatie neemt de concentratie strontium in plagioklazen toe, waarbij rubidium meer in de vloeibare fase (de smelt) blijft. Hierdoor kan de Rb/Sr-verhouding in het magma in de loop van de tijd toenemen en in het mineraal of gesteente afnemen. Wanneer de oorspronkelijke hoeveelheid strontium bekend is (dat wil zeggen afgeleid kan worden uit andere gegevens), dan kan de ouderdom van het gesteente bepaald worden aan de hand van de huidige concentratie rubidium en strontium en de isotopenverhouding 87Sr/86Sr. De ouderdom is alleen nauwkeurig te bepalen als het gesteente na zijn ontstaan geen noemenswaardige metamorfoses meer heeft ondergaan. Vanwege de zeer grote halfwaardetijd is deze methode uitermate geschikt voor het dateren van zeer oude gesteenten. De methode staat bekend als de rubidium-strontiumdatering.
73Sr · 74Sr · 75Sr · 76Sr · 77Sr · 78Sr · 79Sr · 80Sr · 81Sr · 82Sr · 83Sr · 83mSr · 84Sr · 85Sr · 85mSr · 86Sr · 86mSr · 87Sr · 87mSr · 88Sr · 89Sr · 90Sr · 91Sr · 92Sr · 93Sr · 94Sr · 95Sr · 96Sr · 97Sr · 97m1Sr · 97m2Sr · 98Sr · 99Sr · 100Sr · 101Sr · 102Sr · 103Sr · 104Sr · 105Sr · 106Sr · 107Sr